# 섬란 카구라 -소녀들의 진영-
'섬란 카구라 -소녀들의 진영-' (閃乱カグラ -少女達の真影-)은 2011년 9월 22일에 마벨러스 엔터테인먼트에서 발매된 닌텐도 3DS용 게임 소프트이다.
캐치 카피는 '결사적으로 쟁취하러 오라.'.

## 개요
현대에 사는 닌자의 육성 기관 "국립한조학원"에 재적하는 5명의 소녀가 악의 세력으로 향한다는 스토리로 전개하는 액션 게임 '섬란 카구라' 시리즈의 제1작이며 '일기당천' 게임 시리즈 3작에 계속되는 '폭유 하이퍼 배틀' 시리즈 제4작째. 코믹이나 애니메이션 등의 다각 미디어 전개도 행해지고 있다.
타카기 켄이치로가 기획해, 시나리오는 키타지마 유키노리, 캐릭터 디자인은 야에가시 난이 담당했다. 등장 캐릭터에 의한 드라마 파트와 옆스크롤로 전개되는 액션 파트로 구성되어 있다. '폭유 하이퍼 배틀'이라는 장르명이 나타내 보이고 있는 대로, 캐릭터의 가슴의 '흔들림'이나 카메라 앵글의 아슬아슬함, 데미지 시의 코스튬 파괴 등의 섹슈얼 표현이나 연출이 전면적으로 특색되고 있다.

## 등장 인물
등장 인물의 이름은 코드네임이며, 일반인인 스즈키를 제외하면 본명은 아니다. 애니메이션판에서 추가한 설정과 호칭은 게임판과 다르다.

### 국립 한조 학원 (国立半蔵学院)
통칭 '한조'. 학생수 1000명을 거느리는 명문 맘모스 진학교. 그러나 그것은 겉의 얼굴로, 진정한 모습은 국가에 소속해 국익을 위해 일하는 인의 집단·선인을 양성하기 위한 비밀 기관. 전문 인학과는 통칭 '인클래스'라고 해, 현재의 학생수는 5명. 소속자는 학원기숙사의 입주가 원칙. 소재지는 아사쿠사를 모델로 하고 있다.
말은 '(정의를 위해) 춤추며 숨는다'.
아스카 (飛鳥)
소리 - 하라다 히토미
본작의 주인공. 국립한조학원의 2학년. 생일: 9월 8일. 16세. 신장 155 cm. 혈액형: A형. 쓰리 사이즈: B90/W57/H85.
언제나 활기가 가득으로, 어떤 일에도 열심히. 날마다 계속 성장하고 있는 가슴이 고민해. 인의 길이란 무엇인가, 본인 나름대로 열심히 생각하고 있다. 인으로서의 실력은 아직이지만, 위대한 인을 할아버지에게 가지고 있어 잠재 능력은 발군. 좋아하는 것은 글자의 태권. 취미는 수행. 비전 둔갑술은 두꺼비. 그러나, 외와 달리 소환계의 기술이 아니고, 어디까지나 체술의 역. 속성은 흙. 장단 2개의 호신용 단도를 터는 참격이 이익. 애니메이션판으로는 당초 개구리에 약했지만, 이카루가의 훈련의 성과로 극복했다. 또 다이도우지의 시련으로, '초비전 둔갑술서'를 계승한다.
가계는 할아버지 외에 모친이 인이며, 아버지는 일반인으로 명문 대학의 법학부에 다녀 변호사의 꿈을 안고 있었지만, 시노부 학생 당시의 어머니에게 반해 결혼하기 위해서 초밥집이 될 것을 결정했다.
호무라과는 라이벌 관계이지만, 알게모르게 서로를 서로 높이는 존재가 되어 간다.
이카루가 (斑鳩)
소리- 이마이 아사미
국립한조학원의 3학년. 생일: 7월 7일. 18세. 혈액형: A형. 신장 168 cm. 쓰리 사이즈: B93/W59/H90.
냉정 침착한 우등생으로, 클래스 위원도 맡는다. 평상시는 상냥하고 사려깊지만, 일단 화내면 손 대지 않게 된다. 좋아하는 것은 가이세키 요리와 일본차지만, 창작 요리의 외형은 미묘라는 것. 취미는 독서. 비전 둔갑술은 불의 새. 속성은 불.
민첩한 발도공격이 자신 있고, 가보의 칼 '비연'을 단칼류로 조종한다. 친가는 공식상은 대재벌을 자칭하고 있는 명문의 인일족이지만 피가 연결된 가족이 아니고, 그 집의 외아들 (이카루가의 의형)에게 인의 재능이 없었기 때문에 양자로 맞아들여졌다.
사녀편에서는 요미과의 만남을 계기로 빈민가에서 히어로 쇼를 실시하는 등의 자선 활동을 실시하고 있다. 이 때의 히어로가 KP가면이라고 하여, '흑발' '팟튼'의 약어가 되어 있다. 대부는 카츠라기.
카츠라기 (葛城)
소리- 코바야시 유
국립한조학원의 3학년. 생일: 11월 5일. 17세. 혈액형: B형. 신장 165 cm. 쓰리 사이즈: B95/W57/H90.
통칭 '카츠 언니'. 인정이 두텁고 눈물이 많은 두목피부로, 엄청일도 말하지만 동료로부터도 사랑받고 있다. 어쨌든 생각하기 전에 손이 나와 버린다. 성희롱이 취미로 미소녀를 보면 누군가든 상관하지 않고 무심코 성희롱하고 싶어지지만, 되는 것은 골칫거리. 좋아하는 것은 라면. 비전 둔갑술은 용. 속성은 바람. 도구를 이용한 차기 기술이 이익.
일찍이 소중한 가족을 지킬 수 없었던 것 (살아있지만 함께 살지 않았다)이 계기로 힘을 요구하는 경향이 강하고, 히카게를 일방적으로 라이벌로 생각한다.
개발 초기부터 디자인이 굳어지고 있어 다른 캐릭터가 원형이 없을 정도 현재와는 차이가 난 것에 비해 그녀는 도구의 디자인 이외는 거의 현재의 것과 같다.
야규 (柳生)
소리- 미즈하시 카오리
국립한조학원의 1학년. 생일: 12월 23일. 15세. 혈액형: O형. 신장 158 cm. 쓰리 사이즈: B85/W60/H83.
일인칭은 '오레'. 신입생이면서 인의 세계의 비정함을 어릴 때부터 알고 있어, 뛰어난 실력을 가진다. 자신에 모두 과묵하고, 기본 쿨. 소용없는 일이 싫고, 감정을 내지 않게 고독을 뽐내는 것도, 외로움쟁이의 곳이 있어, 그런 자신을 이해하고 있는 히바리가 정말 좋고, 언제나 걱정하고 있다. 좋아하는 것은 오징어. 취미는 자는 것. 비전 둔갑술은 오징어. 속성은 비. 칼날이나 총이 가춰진 튼튼한 종이 우산을 사용한 다채롭고 광범위한 공격이 특기.
히바리를 걱정하고 있는 최대의 이유는, 교통사고로 죽은 여동생과 닮았기 때문.
히바리 (雲雀)
소리- 이구치 유카
국립한조학원의 1학년. 생일: 2월 18일. 15세. 혈액형: B형. 신장 160 cm. 쓰리 사이즈: B80/W55/H73.
조금 어린 느낌으로, 작은 동물계의 사랑스러운 아이. 대대 계속되는 역사 있는 인일족의 명문의 출생으로 첩보활동을 자랑으로 여기지만, 자신의 의사에 의한 행동은 미숙하고 자주 문제를 일으켜 버린다. 좋아하는 것은 단 것 전반. 취미는 텔레비전 게임. 비전 둔갑술은 토끼. 속성은 번개. 전투 스타일은 '따끈따끈 변칙 격투방법'이라고 불리는 수수께끼의 격투방법으로, 터무니 없는 움직임이지만 위력은 발군.
한조중반은 자신의 미스를 만회하기 위해서 사녀에 잠입. 하루카와의 교환도 있어 짧은 동안이지만 사녀의 학생이 된다. 덧붙여 한조편과 사녀편에서는 그녀가 사녀에 오는 이유와 빠지는 이유가 차이가 난다.
타카기 가라사대, 자신의 개인적인 취미 기호로 굳힌 캐릭터, 라는 것.
다이도우지 (大道寺)
소리- 아사카와 유
국립한조학원의 전설의 선배. 생일: 11월 11일. 25세. 혈액형: B형. 신장 170 cm. 쓰리 사이즈: B100/W58/H98.
규격 외의 실력의 소유자로 1학년시에 최종 시험에 붙고 있는 것 같지만, 졸업하지 않고 유급을 이어가고 있다. 강자와의 싸움과 '죽음의 미'를 항상 요구하고 있다. 호걸 어조인 표현이 특징. 취미는 정면 돌파. 좋아하는 것은 고기. 비전 둔갑술은 범. 전투 스타일은 아류 권법. 키리야나 한조과의 연락에 검은 고양이를 쓰는 일이 있다.
본작의 은폐 캐릭터. 플레이어판에서도 제복이 없고, 최초부터 인전신한 상태로 싸운다. 명구상태라면 왜인지 머리카락의 색이 바뀐다. 제복차림은 'Spark' 등 일부 만화판과 'SHINOVI VERSUS'에서 등장.
'Burst'의 사녀편에서는 최종 은폐 미션의 타겟으로서만 등장.
린 (凛)
소리- 미모리 스즈코
다이도우지의 선배. 덜렁이지만 언제라도 밝고, '인이 아니고, 수퍼 닌자가 되고 싶다'라는 꿈을 안고 있어 최종 시험에 붙어 정식으로 인이 된 수개월 후, 위험한 임무를 맡아 그 한중간에 적의 악인에 살해당해 버렸다고 한다. 'SHINOVI VERSUS'에서는 그 임무의 진실이 판명되었다.
키리야 (霧夜)
소리- 후지와라 케이지
국립한조학원·인클래스의 교사로 아스카들의 담임. 생일: 5월 5일. 40세. 혈액형: A형. 신장 185 cm.
유서 올바른 인의 가계로 태어난 최상인이며, 파격의 실력의 소유자이지만, 임무를 위해 아무렇지도 않게 생명을 버리는 삶의 방법에 진저리가 나, 현재는 전선을 물러나 후진이 한 사람이라도 많이 살아 남도록 어렵게 교육에 박고 있다. 좋아하는 것은 두류. 린은 처음으로 맡은 학생이었다.
'Burst'의 사녀편에서는 최종 은폐 미션 (다이도우지전)의 의뢰인으로서만 등장. 그의 메시지에 의하면, 스즈네의 정체를 알고 있는 것 같지만, 본편 시나리오에서는 등장하지 않기 때문에, 실제는 불명. 'SHINOVI VERSUS'의 한조 루트에서는 호무라로부터 정체를 안다.
애니메이션판으로는 등장 또는 떠나기 전에, 연옥을 사용하는 것이 많다. 아스카들에게의 칭찬이 꽤 적당 (이카루가 가라사대 '우선 칭찬하는 달인').
한조 (半蔵)
소리- 야마모토 카네히라
전설의 인이라고 칭해지는 아스카의 외가의 할아버지로, 인부대의 창설자. '한조학원'의 이름은 그가 유래가 되고 있다. 현역을 은퇴한 지금은 아스카의 친가에서 은거 동연의 스시 직공으로서 살고 있어 그 태권은 평판이 높다.
선인이지만, 호무라도 보통으로 접해, 그녀와 아스카에 선인과 악인의 필요성에 관한 조언을 보냈다.
아스카가 어릴 적부터 '힘은 칼과 방패의 대가 아니면 안된다'라고 들려주어 왔다. 비전 둔갑술은 두꺼비.
사녀편에서는 여자 목욕탕을 들여다 보는 음란한 일면이 있는 것, 그 때의 아스카의 대사로부터 아내인 만큼은 굴복한 것이 판명되었다.

### 비립 사녀자 학원 (秘立蛇女子学園)
통칭 '사녀'. 그 규모나 거점의 위치등이 모두 수수께끼에 싸이고 있다. 의뢰주가 되는 악덕 정치가나, 어둠 기업의 사적인 이익을 위해서 위법행위도 싫어하지 않고 임무를 수행하는, 악인을 양성하는 것이 목적. '악은 선보다 관대하다'로서, 선인의 일족이나 본교의 악인과 싸운 사람이어도 입학을 거절하지 않는다. 둔갑술의 수행은 한조학원보다 더 어렵고, 사상자가 나오는 것도 드물지 않다. 그러나, 학생들의 갈 곳이 여기 이외에 없기 때문에 교체는 있지만 전체적인 인원수는 변하지 않다. 또, 시모시가 상인에 대해서 승부를 도전하는 하극상과 같은 교칙도 존재한다. 사녀편에서는 그녀들이 본 스토리가 추가되어 지금까지 밝혀지지 않았던 부분이 공개되고 있다. 애니메이션판에서는 성과 같은 건물과 마치 지옥과 같이 광대한 훈련소가 등장했다.
말은 '춤추며 순직하라'.
호무라 (焔)
소리- 키타무라 에리
비타치쟈 여자 학원의 2학년. 5명 사람들의 리더. 생일: 1월 3일. 16세. 혈액형 불명. 신장 163 cm. 쓰리 사이즈: B87/W57/H85.
2학년이면서 생도회 대표를 의무 사녀 선발 멤버라도 그 실력은 제일. 최강의 인이 되는 것을 목표로 하고 있어 그 때문이라면 수단은 가리지 않지만, 동료에게 정이 두텁고, 적에게 엄격하지만, 적이어도 강한 사람을 인정한다. 말투가 남자 같지만, 예의범절은 제대로 몸에 익히고 있어 의외로 여자 아이다운 일면도 있다. 뿌리가 성실하고 융통성이 있지 않은 곳도 있기 때문에, 이따금 폭주해 표류해 버려 다른 멤버로부터 질려지는 일도. 아스카와는 가장자리가 있어, 서로를 서로 높이는 라이벌이 된다. 취미는 싸움으로, 좋아하는 음식은 일식. 비전 둔갑술은 아오다이쇼우. 6칼을 터는 검 기술 외에, 최종 결전에서는 더 한 개의 칼에 의한 단칼류의 기술을 사용한다. 칼을 사용하고 있는 상태에서는 '홍련의 호무라'라고 표기되고 머리카락을 내려 색도 다홍색이 된다. 사녀편에서는 일정 조건을 채운 후에 사용 가능하게 된다.
원래는 유서 올바른 선인 일족의 출생으로, 일류의 인학교에 입학하기 위해서 초등학교 1학년으로부터 개인 수업제의 학원에 다니고 있었다. 중학 2학년때, 담임으로 잘 받고 있던 코미치에게 진로에 대해 질문받아 인의 일족이라고 밝히자 마자 일족의 말살 지령을 받고 있던 것과 신뢰하고 있던 코미치가 악인이라는 진정한 얼굴을 알아 반죽음으로 해 버린다. 거기에 따라 선인의 인학교의 수험 자격을 잃어, 부모님으로부터 의절되고 집을 내쫓아졌다. 사는 희망도 없이 마을을 걷고 있을 때 사녀의 존재를 알아, 악인이 될 것을 결정했다.
사녀편에서는 사건의 흑막인 사녀 출자자 '도우겐'을 살해해, 구출한 동료와 함께 누락인이 되었다. 'SHINOVI VERSUS'에서는 그녀들의 팀 '호무라 홍련대'의 리더, 사녀의 제복과 같았던 초기 인의복도 변경되었다.
요미 (詠)
소리- 카야노 아이
비타치쟈 여자 학원의 2학년. 5명 사람들의 한 사람으로, 원 선인. 생일: 2월 10일. 16세. 혈액형: B형. 신장 160 cm. 쓰리 사이즈: B95/W58/H90.
아가씨 어조로, 외형은 온화하지만 내면은 증오가 소용돌이치는 격렬한 성격. 복장이나 외형, 말하는 방법은 아가씨 같지만, 실태는 먹을 것에도 곤란한 날들을 보내고 있었다. 그러나, 본인은 거기에 굴하지 않고 밝고 강하고 씩씩하게 살아 있다. 취미는 재봉. 좋아하는 음식은 숙주나물. 비전 둔갑술은 짐그리. 중화기와 대검에 의한 거리를 묻지 않는 콤비네이션 기술을 사용한다.
빈민가에서 자랐기 때문에 채워져 있는 사람에게의 증오가 강하고, 어느 때 가두의 텔레비전으로 중계하고 있던 식사의 자리에서, 이카루가의 야부가 해외에 막대한 원조를 보낸다고 발표하는 것을 들어, 이카루가에 인연을 향하여 있다. 부모님은 요미를 위해서 자신의 생명을 잘라 팔기하고 있던 것 같지만, 요미에게도 자세한 것은 모른다. 한조편에서는 마지막 결전까지 사이가 틀어지고 있지만, 사녀편에서는 어떤 한 건으로 이카루가의 견해가 바뀌어 친구가 된다. 'SHINOVI VERSUS'에서는 호무라 홍련대의 멤버를 자매와 같이 생각한다.
가난하지만 금전에는 매우 서먹하고, 하루카로부터 어떤 소동의 사례로서 1만 엔을 건네 받았지만 '콩나물을 살 수 있으면 된다'라고 구입에 부족한 20엔을 받아 만족했다.
본인 사정, 생각보다는 어릴 때부터 가슴은 컸다고 한다.
히카게 (日影)
소리- 시라이시 료코
비타치쟈 여자 학원의 3학년. 5명 사람들의 한 명. 생일: 9월 9일 . 17세. 혈액형 불명. 신장 160 cm. 쓰리 사이즈: B85/W57/H85.
실력은 있지만 '감정이 없다'라고 자칭하는, 무엇을 생각하고 있는지 잘 모르는 무기력한 소녀. 손발에 암기를 가르쳐, 유연한 몸과 합한 변환 자재의 체술을 사용한다. 비전 둔갑술은 코브라. 일정 이상의 아픔을 받으면 극도의 흥분 상태, 광란 모드가 된다 (실제로 게임 내에서도 연출에 머무르지 않고 성능이 변화한다). 과묵하고 무표정해서, 쿨하게 싸우는 그 모습은 마치 전투 머신.
어릴 때부터 감정이 없고, 물심 붙었을 때부터 기아가 되어 양호 시설로 살고 있는 모양. 후에 시설로부터 탈주해 도적단에 몸을 의지해 리더 '양지'라는 교류가 그녀의 삶의 방법과 싸우는 방법에 크게 영향을 준 것 같지만, 그 이외의 과거는 아직도 말해지지 않았다. 그러나, 사녀의 후배가 생기고 나서는, 감정 노출의 동료에게 둘러싸여 '감정' 자체에 관심을 가지게 되어 있다.
카츠라기로부터의 도전에 마음에 당김 하지 않고 받아 넘기고 있었지만, 강하게 되어 가는 그녀와 승부할 때에 전투를 즐긴다는 감정을 부지불식간에 맛봐 간다.
일찍이 자신이 몸을 의지해 간 도적단의 리더·양지는, 같은 양호 시설의 탈주자이며, 당시로는 유일, 감정이 없는 그녀와 보통으로 접한 인물이며, 동경의 존재였다. 그러나, 도적단이 분열했을 때, 양지는 적대 그룹이라는 교섭을 시험하는 것도 살해당해 기념품이 된 나이프를 계승하게 되었다.
애니메이션의 사녀 ED에서는 멤버의 요리를 앞두고 기쁨, 하루카의 실험인 듯한 요리에 화내는 등 희로애락을 노골적으로 나타내고 있었다.
미라이 (未来)
소리- 고토 사오리
비타치쟈 여자 학원의 1학년. 5명 사람들의 한 명. 생일: 12월 28일. 15세. 혈액형 불명. 신장 150 cm. 쓰리 사이즈: B62/W48/H59.
어른인 체하며 비뚦을 보이지만, 외형대로 어리고, 아이 같음이 좀처럼 빠지지 않는 솔직한 소녀. 개성적인 선배들에게 둘러싸여 고생하는 곳도 있는 것 같지만, 사녀의 기분은 좋은 모양. 취미는 인터넷. 좋아하는 음식은 냄비 요리. 총을 가르친 서양우산과 주술을 구사한 전투 스타일을 사용한다. 비전 둔갑술은 살무사 . 본래는 선인의 가계이지만, 유소기의 집단 따돌림이 원인으로 사녀의 문을 두드리게 되었다. 무시되는 것이 남의 두 배 싫고, 최초로 싸운 야규의 반응이 마음에 들지 않고 붙여 돌리고 있다. 사녀 입학의 이유는, 일찍이 자신을 괴롭히고 있던 무리에게 보복하는 실력을 기르기 위해서다.
사녀 초반부터 중반에서는 그녀를 중심으로 한 스토리 전개가 많다.
집단 따돌림을 받고 있었지만 인간 불신에는 빠지고는 있지 않고, 사녀 BBS로 친구를 찾으려고 하거나 어떤 사건으로의 현상이 영향으로 '혹시 동료를 상처 입혀 버릴지도 모른다'라고 믿어 버려, 그것을 미리 막기 위해서 사녀에서 도망가려고 한 적도 있는 (만일 도망갔을 경우는 배반해 사람 취급이 된다) 등 매우 동료 생각인 일면이 있다.
그림이 있는 여성 캐릭터 중에서 유일한 빈유 캐릭터이며, 본인도 그 점을 매우 신경쓰고 있다.
하루카 (春花)
소리- 토요구치 메구미
비타치쟈 여자 학원의 3학년. 5명 사람들의 한 사람으로, 괴뢰 사용. 생일: 7월 20일. 18세. 혈액형 불명. 신장 169 cm. 쓰리 사이즈: B99/W55/H88.
약한 사람 집단 따돌림을 아주 좋아하는 새디즘 기분이 강한 여왕 마마계. 그러나 탈의하면 기뻐하고 있는 곳을 보면 매저키스트의 기분도 있는 것 같다. 조금 백합적인 곳도 있어 히바리를 손에 넣으려고 그녀에게 주목하고 있다.
일견 약한 것을 괴롭히는 것이 좋아하는 음식인 새디즘 기분이 강한 여왕 마마 캐릭터이지만, 사실은 동료를 소중히 생각하는 기분이 사녀 선발 멤버 중에서도 누구보다 강하고, 항상 모두를 걱정하고 있다. 실제, 하인과 히바리마저도 그녀 나름대로 걱정하고 있었다. 또, 감정 풍부한 후배와 접할 때에, 모성이 크게 자란다. 그 때문에, 악의 길 안에서도 동료의 4명이 불행하게 안 되게 넓은 시점에서 지켜보고 있다. 좋아하는 음식은 다시마. 취미는 인형 만들기. 또, 다양한 실험을 좋아한다. 비전 둔갑술은 히바카리. 인형을 자재로 조종해, 백의 아래에 극약이나 폭발성의 액체 등이 들어간 시험관을 무수히 숨겨 가진다. 또 몸에 대고 있는 피어스 (전파 발신기의 인구)로, 사람을 마음 가는 대로 조종하는 일도 가능. 'Burst'까지는 나는 일 도구로서 사용할 수 있지만, 데미지를 받았을 때에 일어나는 탈의나, 의복을 벗는 명구 (또는 음란) 상태에서는 휙 던지는 시험관이 줄어 들어 약체화 해 버린다.
과거에는 과잉이기까지 한 모친이 비뚤어진 사랑과 큰 병원의 병원장인 부친의 오직이나 애인 관계 등에 골치를 썩여 한때는 자택을 방화하려고 한 적도 있었다. 그러나 현 담당의 스즈네와의 만남에 의해 괴뢰의 방법을 습득, 그것을 이용해 부친에게 오직의 건을 자백시키고 있다. 그 다음은 고등한 괴뢰의 방법을 사용할 수 있는 것도 있어, 쉽게 사녀에 입학하고 있다.
스즈네 (鈴音)
소리- 미모리 스즈코
호무라들의 지휘관 (교관)으로, 원 선인. 게임판 1작째(또는 'Burst'의 한조편)에서는 등장하지 않는다. 애니메이션판에서 정체 판명의 경위는 게임 시리즈와 다르다.
애니메이션판에서는 모습이나 태생은 수수께끼에 싸이고 있어 요로이와 가부토에서 몸을 싼 요로이 무사적인 모습으로 호무라들 5명 사람들에게 지시를 내린다. 또, 4화에서는, 제자인 린의 이름을 편은, 키리야를 유 나무 내고 학생을 갈라 놓아, 라스트에 그녀들 사계 모습이 나타내지고 있었다.
5화에서는, 요로이 무사의 가부토와 무녀옷을 입은 차림으로 등장해, 수령 같은 인물이라고 회화하고 있었다. 한조학원에 숨겨진 초비전 둔갑술서의 입수가 목적으로, 학원의 상세를 자세하게 알고 있는 모양. 본모습에서는 붉은 후치의 안경을 쓰고 있다.
도우겐 (道元)
소리- 테라이 토모유키 ('2')/코스기 쥬로타 (텔레비전 애니메이션)
시리즈를 통한 악역, 어느 물건 (설정이 원작과 다르다)을 위해서 초비전 둔갑술서를 요구하고 있다. 이름은 'Burst'의 사녀편에서 판명.
애니메이션판에서는 스즈네에 지령을 보내는 수수께끼의 존재로, 비타치쟈 여자 학원의 수령 같은 인물. 스즈네를 통해 호무라들에게 지시를 보내고 있다. 평상시는 모습을 보이지 않고, 소리만으로 회화하지만, 종반은 모습을 나타낸다. 우안에 칼의 상흔이 있어 오른쪽 눈은 실명하고 있다.
'2'에서는 머리카락색이 변경되고 있다.

### 그 외
이카루가의 아버지
소리- 야마노이 진 (텔레비전 애니메이션)
이름은 불명. 명문의 인일족의 대재벌. 무라사메의 부친으로, 이카루가의 야부. 이카루가를 진짜의 딸과 같이 귀여워하고 있어 우리 집에 전해지는 명검 '비연'을 진짜의 딸로서 이카루가를 빙자했다. 무라사메에 대해서는 꽤 애를 먹고 있었다.
무라사메 (村雨)
소리-야마모토 카네히라(게임)/ 야스모토 히로키 (텔레비전 애니메이션)
명문의 인일족의 외아들이지만, 그에게 인의 재능이 없었기 때문에 이카루가가 양자가 되었다. 친자식이 아닌 이카루가가 '비연'이 주어진 것을 원망하고 있다.
쇄겸을 자랑으로 여기고 있어 초등학생때 '동내쇄겸대회 6위'가 되었다는 것이지만, 이카루가에게는 통용되지 않고 일축되어 버린다. 또한 쇄겸대회 이후는 순위를 이상하게 신경쓰는 성격이 되어 버려 사녀편에서도 대식대회의 순위를 매우 신경쓰고 있었다. 또 그가 의뢰를 내고 있는 미션도 있지만, 여기에서도 '6'이라는 숫자를 신경쓰고 있다. 또한 주인공들의 수준에는 전혀 미치지 않기는 하지만, 수m 있는 거석을 용이하게 파괴할 수 있는 정도의 솜씨이다. 보통 사람보다는 훨씬 강하고, 학업 성적도 경영자로서 충분히 이상으로 객관적으로 보면 엘리트 중의 엘리트이다.
스즈키 (鈴木)
타교의 야구 부원으로, 일반인. 아스카에 한 눈 반해 고백해, 자신의 시합을 보러 오면 좋겠다고 부탁한다. 아스카는 그와 자신이 어딘지 모르게 닮았다는 생각은 하고 있었지만, '아직 연애를 생각하는 것은 빠르다'라고 판단해 결국 가지 않았다. 그런데도 시합에서는 절호조의 모습이었기 때문에, 특히 비애는 하지 않았던 것 같다.
투수로서는 18탈삼진, 타자로서는 5타수 3안타의 2홈런으로 상당한 실력자로 보인다.
코미치 (小路)
소리- 종 타니 켄 (텔레비전 애니메이션)
호무라의 중학 2학년 때의 담임으로, 악인. 상냥한 듯한 인물로 생각되었지만, 실제는 꽤 잔학하고 악질적인 성격. 호무라의 일족 말살의 명령을 받고 호무라에게 가까워졌지만, 확증이 없었던 일과 신뢰시키고 나서 배반하기 위해서 감히 상냥하게 접하고 있었다. 후에 본성을 나타내 호무라를 살해하려고 하지만, 안고져서 반죽음으로 되어 버린다.
그 후 그의 여동생이 복수를 위해 뱀여자 학원에 입학하고 있어, 그녀 가라사대 지금도 입원하고 있는 것 같다. 사녀편에서는 그녀로부터의 도전장이라고도 해야 할 미션이 있어, 첫 회는 호무라로 강제 플레이가 되어 있다.
린도 (竜胆)
비타치쟈 여자 학원의 신인, 호무라의 부하. 특징은 오드아이. 만화 '홍련의 뱀'의 캐릭터이지만, 'Burst'의 사녀편에서는 동명 (카타카나 표기)의 의뢰인이 존재한다.
히메츠바키 (ひめつばき)
비타치쟈 여자 학원의 신 시노부, 하루카의 부하. 특징은 눈 가림줄무늬 니소. 만화 '홍련의 뱀'의 캐릭터이지만, 'Burst'의 사녀편에서는 애칭이 같은 (카타카나 표기) 의뢰인이 존재한다.

## 스탭
- 캐릭터 디자인 야에가시 난
- 기획·원작- 타카기 켄이치로
- 각본- 키타지마 유키노리

## 주제가
오프닝 테마 '흐트러져 핌'
작사-8월봐 와/작곡·편곡-하야시들지/가-아스카 (하라다 히토미), 이카루가 (이마이 아사미) , 카츠라기 (코바야시 유) , 야규 (미즈하시 카오리), 히바리 (이구치 유카)
엔딩 테마 '진영'
작사- 타카기 켄이치로, 키노시타 카나코/작곡·편곡-하야시들지/가-콘도아 있다

### 내용주
1. ↑  닌텐도의 소개 페이지 에서는, 장르 표기가 '액션'이 되어 있는 것 외에 소개문의 표현이 억제되어 있다. 또, 소프트웨어의 아이콘은 용의 일러스트 (수묵화풍)이다.

### 참조주
1. ↑  “TVアニメ『閃乱カグラ』公式サイト”. 2012년 11월 18일에 원본 문서에서 보존된 문서. 2012년 11월 10일에 확인함.
2. ↑  전란 카구라 공식 사이트·아스카

## 시리즈 작품
섬란 카구라 Burst -홍련의 소녀들-
2012년 8월 30일 발매. 공식에서는 속편으로 자리 매김되고 있지만, 본작의 내용이 모두 수록되고 있어 실질적으로는 완전판적인 작품.
섬란 카구라 NewWave
2012년 11월 28일 서비스 개시. GREE에서 발매된 소셜l 게임. 후에 Mobage가 전달되었다.
섬란 카구라 SHINOVI VERSUS -소녀들의 증명-
2013년 2월 28일 발매. 첫 PlayStation Vita용 타이틀. 시스템이 3D 액션으로 변경.
데카모리 섬란 카구라
2014년 3월 20일 전달 개시. PlayStation Vita용 타이틀. 같은 해 11월 27일에는 패키지판이 발매되었다.
섬란 카구라 2 -진홍-
2014년 8월 7일 발매. 'Burst'의 속편.
섬란 카구라 ESTIVAL VERSUS -소녀들의 선택-
2015년 3월 26일 발매. 'SV'의 속편. 첫 멀티 플랫폼 (PlayStation Vita·PlayStation 4) 타이틀임과 동시에, PS4판은 첫 거치기를 위한 타이틀이 된다.